# Copa das Confederações da CAF de 2023–24 – Fase Final
A Fase Final da Copa das Confederações da CAF de 2023–24 está sendo disputada entre 31 de março até 17 de maio de 2024. Um total de 8 equipes competiram nessa fase.

## Equipes classificadas
| Grupo | Líderes de grupo | Vice-líderes de grupo |
| ----- | ---------------- | --------------------- |
| A     | USM Alger        | Future                |
| B     | Zamalek          | Abu Salim             |
| C     | Dreams FC        | Rivers United         |
| D     | RS Berkane       | Stade Malien          |

## Chaveamento
|  | Quartas de final         | Quartas de final         | Quartas de final         | Quartas de final         |   |           | Semifinais       | Semifinais       | Semifinais       | Semifinais       |  |            | Final           | Final           | Final           | Final           |  |  |
|  | 31 de março e 7 de abril | 31 de março e 7 de abril | 31 de março e 7 de abril | 31 de março e 7 de abril |   |           | 21 a 28 de abril | 21 a 28 de abril | 21 a 28 de abril | 21 a 28 de abril |  |            | 10 e 17 de maio | 10 e 17 de maio | 10 e 17 de maio | 10 e 17 de maio |  |  |
|  |                          |                          |                          |                          |   |           |                  |                  |                  |                  |  |            |                 |                 |                 |                 |  |  |
|  | Rivers United            | 1                        | 0                        | 1                        |   |           |                  |                  |                  |                  |  |            |                 |                 |                 |                 |  |  |
|  | USM Alger                | 0                        | 2                        | 2                        |   |           |                  |                  |                  |                  |  |            |                 |                 |                 |                 |  |  |
|  | USM Alger                | 0                        | 2                        | 2                        |   | USM Alger | 0                | –                | 0                |                  |  |            |                 |                 |                 |                 |  |  |
|  |                          |                          |                          |                          |   | USM Alger | 0                | –                | 0                |                  |  |            |                 |                 |                 |                 |  |  |
|  |                          | RS Berkane (w.o.)        | 3                        | –                        | 3 |           |                  |                  |                  |                  |  |            |                 |                 |                 |                 |  |  |
|  | Abu Salim                | RS Berkane (w.o.)        | 3                        | –                        | 3 | 0         | 2                | 2                |                  |                  |  |            |                 |                 |                 |                 |  |  |
|  | Abu Salim                |                          |                          |                          |   | 0         | 2                | 2                |                  |                  |  |            |                 |                 |                 |                 |  |  |
|  | RS Berkane               | 0                        | 3                        | 3                        |   |           |                  |                  |                  |                  |  |            |                 |                 |                 |                 |  |  |
|  | RS Berkane               | 0                        | 3                        | 3                        |   |           |                  |                  |                  |                  |  | RS Berkane | 2               | 0               | 2               |                 |  |  |
|  |                          |                          |                          |                          |   |           |                  |                  |                  |                  |  | RS Berkane | 2               | 0               | 2               |                 |  |  |
|  |                          | Zamalek (gf)             | 1                        | 1                        | 2 |           |                  |                  |                  |                  |  |            |                 |                 |                 |                 |  |  |
|  | Future                   | Zamalek (gf)             | 1                        | 1                        | 2 | 1         | 1                | 2                |                  |                  |  |            |                 |                 |                 |                 |  |  |
|  | Future                   |                          |                          |                          |   | 1         | 1                | 2                |                  |                  |  |            |                 |                 |                 |                 |  |  |
|  | Zamalek                  | 2                        | 1                        | 3                        |   |           |                  |                  |                  |                  |  |            |                 |                 |                 |                 |  |  |
|  | Zamalek                  | 2                        | 1                        | 3                        |   | Zamalek   | 0                | 3                | 3                |                  |  |            |                 |                 |                 |                 |  |  |
|  |                          |                          |                          |                          |   | Zamalek   | 0                | 3                | 3                |                  |  |            |                 |                 |                 |                 |  |  |
|  |                          | Dreams FC                | 0                        | 0                        | 0 |           |                  |                  |                  |                  |  |            |                 |                 |                 |                 |  |  |
|  | Stade Malien             | Dreams FC                | 0                        | 0                        | 0 | 1         | 1                | 2                |                  |                  |  |            |                 |                 |                 |                 |  |  |
|  | Stade Malien             |                          |                          |                          |   | 1         | 1                | 2                |                  |                  |  |            |                 |                 |                 |                 |  |  |
|  | Dreams FC                | 2                        | 1                        | 3                        |   |           |                  |                  |                  |                  |  |            |                 |                 |                 |                 |  |  |

## Quartas de final
| Equipe 1      | Total | Equipe 2   | 1.º jogo | 2.º jogo |
| ------------- | ----- | ---------- | -------- | -------- |
| Rivers United | 1 – 2 | USM Alger  | 1 – 0    | 0 – 2    |
| Abu Salim     | 2 – 3 | RS Berkane | 0 – 0    | 2 – 3    |
| Future        | 2 – 3 | Zamalek    | 1 – 2    | 1 – 1    |
| Stade Malien  | 2 – 3 | Dreams FC  | 1 – 2    | 1 – 1    |

### Partidas
| 31 de março de 2024 | Rivers United         | 1 – 0     | USM Alger | Estádio Internacional Godswill Akpabio, Uyo |
| 17:00 (UTC+1)       | Augustine Okejeph 10' | Relatório |           | Árbitro: RWA Samuel Uwikunda                |

| 7 de abril de 2024 | USM Alger      | 2 – 0     | Rivers United | Estádio 5 de Julho de 1962, Argel |
| 22:00 (UTC+1)      | Kanou 37' (74) | Relatório |               | Árbitro: RWA Samuel Uwikunda      |

USM Alger venceu por 2–1 no agregado.
| 31 de março de 2024 | Abu Salim | 0 – 0     | RS Berkane | Estádio dos Mártires de Fevereiro, Bengasi |
| 21:00 (UTC+2)       |           | Relatório |            | Árbitro: SOM Omar Abdulkadir Artan         |

| 7 de abril de 2024 | RS Berkane | 3 – 2     | Abu Salim | Estádio Municipal de Berkane, Berkane |
| 22:00 (UTC+0)      |            | Relatório |           |                                       |

RS Berkane venceu por 3–2 no agregado.
| 31 de março de 2024 | Future     | 1 – 2     | Zamalek                           | Estádio Internacional do Cairo, Cairo |
| 21:00 (UTC+2)       | Yasser 35' | Relatório | 45+4' Mathlouthi · 88' (pen) Zizo | Árbitro: MAR Jalal Jayed              |

| 7 de abril de 2024 | Zamalek   | 1 – 1     | Future    | Estádio Internacional do Cairo, Cairo |
| 21:00 (UTC+2)      | Hamdi 66' | Relatório | 18' Ngwem | Árbitro: ALG Mustapha Ghorbal         |

Zamalek venceu por 2–1 no agregado.
| 31 de março de 2024 | Stade Malien | 1 – 2     | Dreams FC            | Estádio do 26 de Março, Bamaco      |
| 17:00 (UTC+0)       | Diaby 53'    | Relatório | 66', 53' (pen) Antwi | Árbitro: GAB Patrice Tanguy Mebiame |

| 7 de abril de 2024 | Dreams FC | 1 – 1     | Stade Malien | Estádio Desportivo Baba Yara, Kumasi |
| 16:00 (UTC+0)      | Simba 70' | Relatório | 59' Diaby    | Árbitro: ETH Bamlak Tessema Weyesa   |

Dreams FC venceu por 2–1 no agregado.

## Semifinais
| Equipe 1  | Total | Equipe 2   | 1.º jogo     | 2.º jogo  |
| --------- | ----- | ---------- | ------------ | --------- |
| USM Alger | 0 – 3 | RS Berkane | 0 – 3 (w.o.) | Cancelada |
| Zamalek   | 3 – 0 | Dreams FC  | 0 – 0        | 3 – 0     |

### Partidas
| 21 de abril de 2024 | USM Alger | 0 – 3 Concedido | RS Berkane | Estádio 5 de Julho de 1962, Argel    |
| 20:00 (UTC+1)       |           | Relatório       |            | Árbitro: MRT Abdel Aziz Mohamed Bouh |

| 28 de abril de 2024 | RS Berkane | 3 – 0 Concedido | USM Alger | Estádio Municipal de Berkane, Berkane  |
| 20:00 (UTC+1)       |            | Relatório       |           | Árbitro: COD Jean-Jacques Ndala Ngambo |

RS Berkane venceu por walkover depois do USM Alger se retirou.
| 21 de abril de 2024 | Zamalek | 0 – 0     | Dreams FC | Estádio Internacional do Cairo, Cairo |
| 18:00 (UTC+2)       |         | Relatório |           | Árbitro: RWA Samuel Uwikunda          |

| 28 de abril de 2024 | Dreams FC | 0 – 3     | Zamalek                                      | Estádio Desportivo Baba Yara, Kumasi |
| 16:00 (UTC+0)       |           | Relatório | 12' Mathlouthi · 27' Akinyoola · 59' Shalaby | Árbitro: CHA Alhadi Allaou Mahama    |

Zamalek venceu por 3–0 no agregado.

## Finais
| 12 de maio de 2024 | RS Berkane                 | 2 – 1     | Zamalek    | Estádio Municipal de Berkane, Berkane     |
| 20:00 (UTC+1)      | Dayo 13' (pen) · Tahif 32' | Relatório | 46' Jaziri | Público: 10 000 Árbitro: KEN Peter Waweru |

| 19 de maio de 2024 | Zamalek   | 1 – 0     | RS Berkane | Estádio Internacional do Cairo, Cairo |
| 20:00 (UTC+3)      | Hamdi 23' | Relatório |            | Público: 52 000 Árbitro: SEN Issa Sy  |

Empate em 2–2 no agregado, Zamalek venceu nos gols fora.